# أندي ميلن
أندي ميلن هو ملحن وعازف بيانو كندي، ولد في 29 يناير 1967 في تورونتو في كندا.

## وصلات خارجية
- الموقع الرسمي
- أندي ميلن على موقع ميوزك برينز (الإنجليزية)
- أندي ميلن على موقع ديسكوغز (الإنجليزية)